# دنو (کومونه)
دنو (به ایتالیایی: Denno) یک کومونه در ایتالیا است که در ترنتینو واقع شده‌است. دنو ۱۰ کیلومتر مربع مساحت و ۱٬۱۰۳ نفر جمعیت دارد.